# (9969) Braille
(9969) Braille – planetoida należąca do pasa głównego.

## Odkrycie i nazwa
Została odkryta 27 maja 1992 w Obserwatorium Palomar przez Eleanorę Helin oraz Kennetha Lawrence’a. Nazwana została na cześć Louisa Braille’a (1809–1852), twórcy pisma dla niewidomych.

## Orbita
Orbita jest nachylona do płaszczyzny ekliptyki pod kątem 28,88°. Na jeden obieg wokół Słońca potrzebuje 3 lat i 216 dni, krążąc w średniej odległości 2,34 j.a. Średnia prędkość orbitalna wynosi ok. 19,45 km/s. 

## Właściwości fizyczne
Braille ma bardzo nieregularny kształt o rozmiarach 0,6 × 2,2 km. Jego jasność absolutna to 15,80m. Zaliczana jest do klasy Q.
29 lipca 1999 roku sonda kosmiczna Deep Space 1 przeleciała w odległości 28 km od tej planetoidy. Jednakże z powodu kłopotów technicznych z kamerą, która była wówczas odwrócona w innym kierunku, nie otrzymano dokładnych zdjęć powierzchni. Udało się je wykonać dopiero po przeszło 15 minutach od największego zbliżenia, z odległości około 14 tysięcy kilometrów. Widać na nich jednak wyraźnie, że jest to ciało podłużne i nieregularne.
Planetoida powstała prawdopodobnie w wyniku zderzenia jakiegoś dużego ciała z Westą; fragmenty materii wyrzuconej z Westy krążą w przestrzeni kosmicznej, spadając czasem na Ziemię jako meteoryty. Okres obrotu wokół własnej osi wynosi ponad 9 dni.